# Vencislav Ink'ov
Vencislav Vladimirov Ink'ov (Dupnica, 19 maggio 1956) è uno scacchista bulgaro, Grande maestro.

## Biografia
A cavallo tra XX e XXI secolo, Vencislav Ink'ov è stato uno dei principali scacchisti bulgari. Ha vinto il campionato nazionale bulgaro nel 1982 piazzandosi altre cinque volte sul podio.
Nel 1987 a Zagabria ha partecipato al torneo interzonale del campionato del mondo dove si è piazzato al 13º posto.
Vencislav Ink'ov ha vinto o condiviso il primo posto in molti tornei internazionali fra cui Łódź (1978), Niš (1983), Varna (1985), Clichy (1999), Bois-Colombes (1999), Robecchetto con Induno (2000), Fiume (2001), Plancoët (2001), Condom (2002), Le Touquet (2002), Bad Neustadt (2003), Guingamp (2004) e Schwäbisch Gmünd (2006).
Vencislav Ink'ov ha giocato per la Bulgaria nelle Olimpiadi degli scacchi:
- nel 1978 come seconda riserva nella 23ª Olimpiade a Buenos Aires (+1, =3, -1),
- nel 1982 come quarta scacchiera nella 25ª Olimpiade a Lucerna (+6, =3, -2),
- nel 1984 come terza scacchiera nella 26ª Olimpiade a Salonicco (+5, =5, -2),
- nel 1986 come seconda scacchiera nella 27ª Olimpiade a Dubai (+3, =5, -2),
- nel 1988 come terza scacchiera nella 28ª Olimpiade a Salonicco (+3, =1, -4),
- nel 1990 come seconda scacchiera nella 29ª Olimpiade a Novi Sad (+1, =4, -3).

Nel 1977 ha ottenuto il titolo di Maestro Internazionale FIDE e ha ricevuto il titolo di Grande Maestro FIDE cinque anni più tardi.
Nel 2000 ha partecipato al Campionato Italiano a Squadre giocando in prima scacchiera per il circolo scacchi di Robecchetto con Induno nel girone 3 di serie B.